# Попово (Гагарінський район)
Попово (рос. Попово) — присілок Гагарінського району Смоленської області Росії. Входить до складу Кармановського сільського поселення.
Населення — 3 особи (2007 рік). 